# Metacyclops gasparoi
Metacyclops gasparoi é uma espécie de crustáceo da família Cyclopidae.
É endémica da Itália.